# Oranienburger Tor

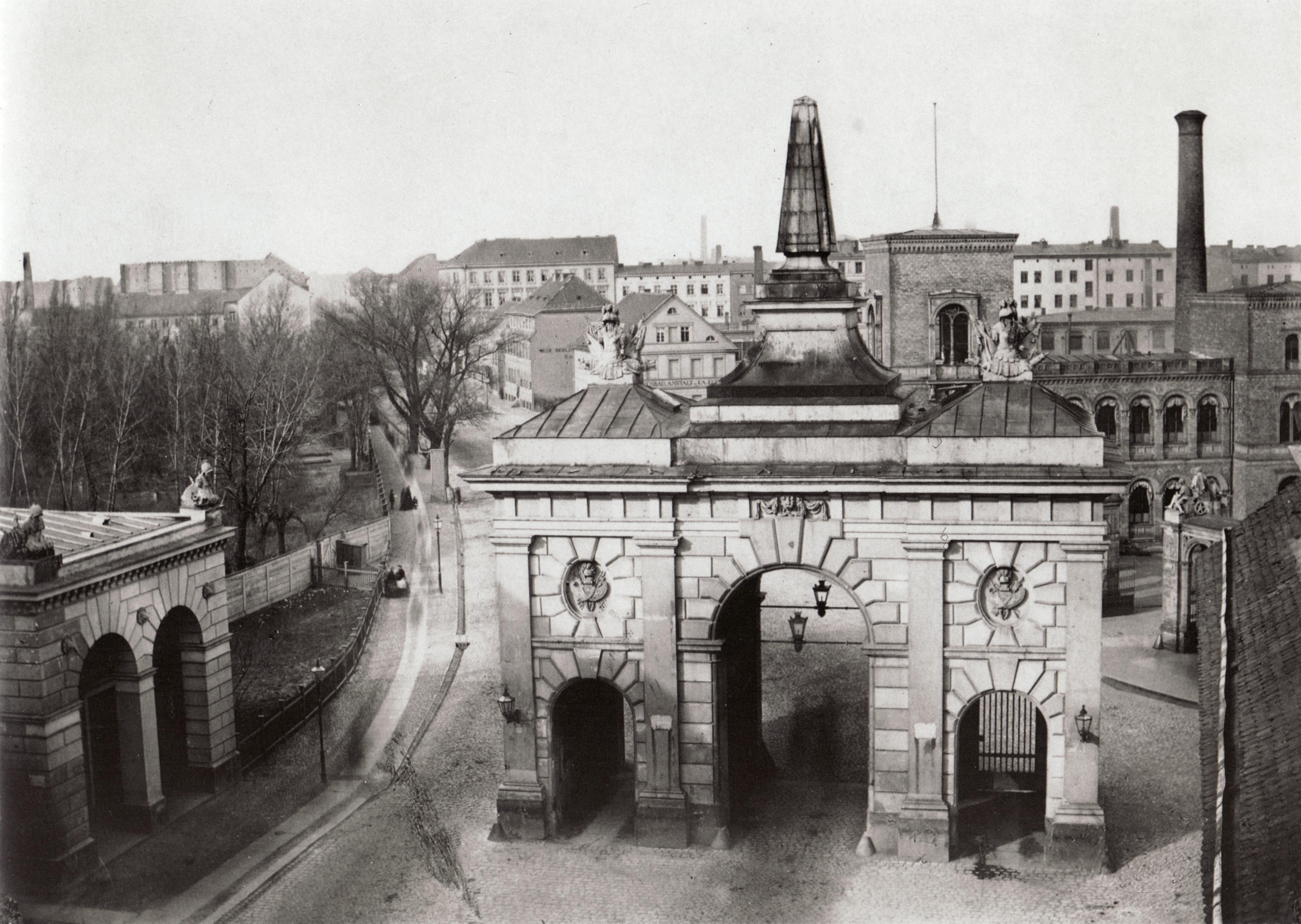
Das Oranienburger Tor 1867 – Blick nach Norden entlang der Chausseestraße; rechts Teile des Borsig-Werks

Das Oranienburger Tor war ein Stadttor der Berliner Zoll- und Akzisemauer. Mit dem Begriff Oranienburger Tor wird noch heute die Straßenkreuzung Friedrichstraße / Chausseestraße / Torstraße / Hannoversche Straße mit dem gleichnamigen U-Bahnhof bezeichnet.

## Lage

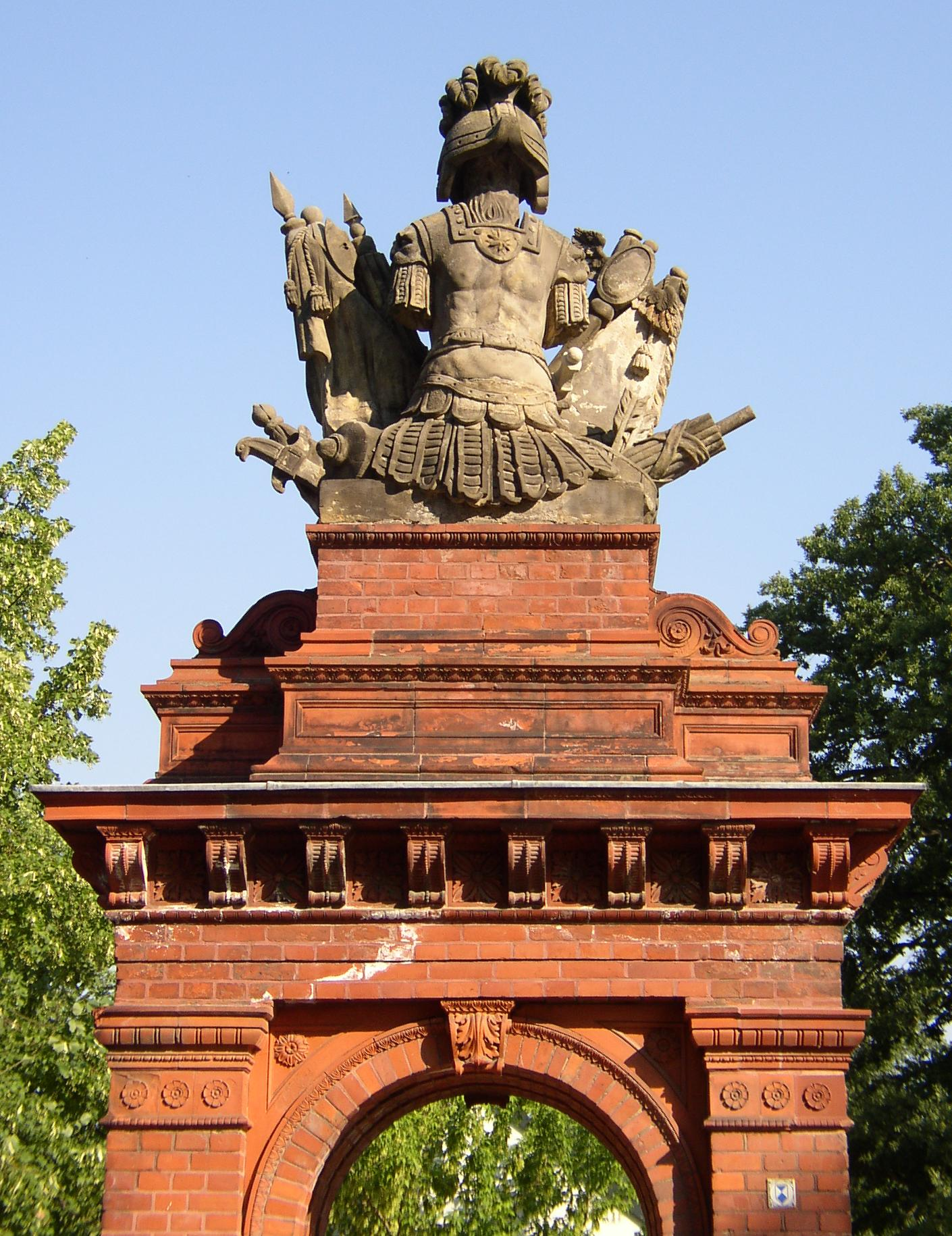
Trophäe am Portal in Groß Behnitz

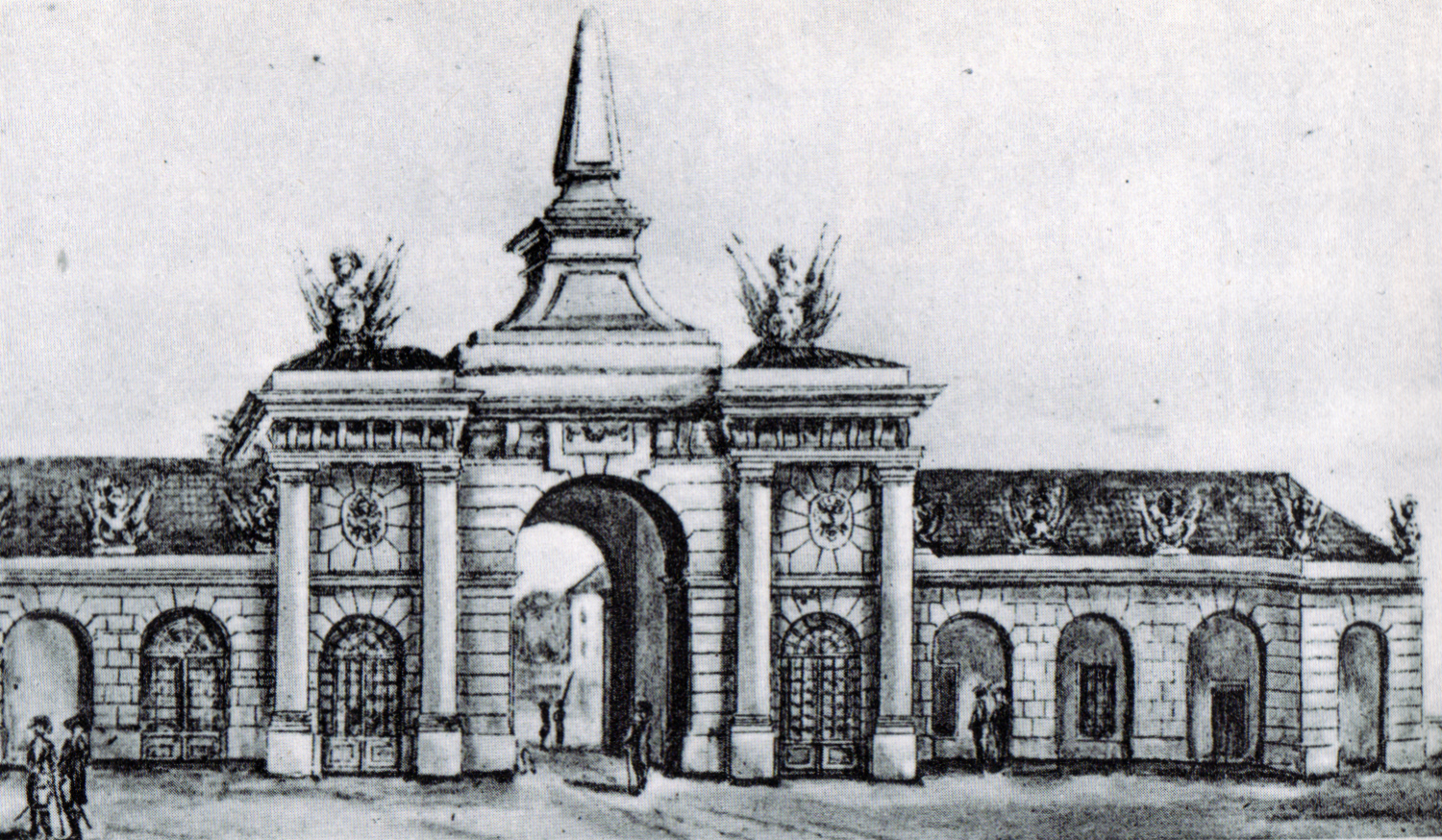
Das Oranienburger Tor, um 1800

Das Oranienburger Tor befand sich auf der Friedrichstraße, zunächst nördlich der Linienstraße. Die Oranienburger Straße führte schräg auf das Tor zu. Später wurde die Akzisemauer und mit ihr das Tor an die Torstraße vorverlegt. Der Bereich innerhalb der Akzisemauer wurde Spandauer Vorstadt, der außerhalb Oranienburger Vorstadt genannt. Nur eine farbige Putzgiebel-Gestaltung erinnert an das historische Bauwerk. 

## Geschichte
Im Jahr 1705 wurde entlang der Linienstraße ein Palisadenzaun errichtet, der 1734–1736 in die Akzisemauer einbezogen wurde. Seitdem gab es an der in Richtung Oranienburg führenden Ausfallstraße das Oranienburger Tor. 1787/1788 wurde an seiner Stelle von Carl von Gontard ein repräsentativer Neubau errichtet. Er hatte die Form eines römischen Triumphbogens, der an beiden Seiten zwei kleinere Durchgänge für Fußgänger und in der Mitte eine breitere Durchfahrt für Fahrzeuge hatte.
Nach Aufhebung der Akzisemauer und mehreren Stadterweiterungen wurde das Tor 1867 zusammen mit anderen Toren als Verkehrshindernis abgebrochen. Albert Borsig (1829–1878) – Sohn August Borsigs (1804–1854) und Eigentümer der Lokomotivfabrik auf der gegenüberliegenden Straßenecke – erwarb zwei Sandstein-Trophäen aus dem Schmuck des Tores und setzte sie auf die Ziegelpfeiler des Eingangstores seines gerade erworbenen Guts Groß Behnitz (des vormaligen Itzenplitz’schen Schlosses) in Groß Behnitz im Havelland. Um 1980 wurde dieses Tor restauriert.